# Louis Edemann
Louis Edemann (Van Nuys, 2 de fevereiro de 1946 — Sylmar, 12 de abril de 2006) é um sonoplasta estadunidense. Venceu o Oscar de melhor edição de som na edição de 1989 por Who Framed Roger Rabbit, ao lado de Charles L. Campbell.